# Енгін Озтюрк
Енгíн Озтю́рк (Engín Öztǘrk) — народився 28 вересня, 1986, Ескішехір, Туреччина. Турецький актор. 

## Біографія
Народився 28 вересня 1986 в Ескішехірі, Туреччина, в родині солдата. Вищу освіту здобув в Анкарі у державній консерваторії.

Як зізнається актор, він виріс серед жінок і завжди був захисником у своїй родині. У середній школі погано вчився, особливо важко йому давалася математика. Він брав участь у шкільній спортивній команді, грав у волейбол вісім років. Озтюрк мріяв бути пілотом, потім відчув тягу до психології, а на рахунок того, щоб стати актором, вирішив несподівано:
«У 2008 році в Ескішехірі я подивився театр під назвою „Kantocu“ і зрозумів, що хотів би чарівним чином опинитися на сцені, зрозумів, що хочу стати актором. У ту мить я відчув, що в тій історії є місце і мені, і я подумав: „От якби я був на місці цього актора, я б ось так зіграв це!“ Ну а потім я отримав освіту в консерваторії».
Майбутній актор був змушений працювати барменом, під час навчання. Він віддавав себе повністю цій роботі, але не отримував задоволення від неї. Акторської майстерності навчається досі у державній консерваторії в Анкарі на театральному факультеті. Закінчив 3 класи. Кар'єру в кіно Енгін Озтюрк почав з серіалу «Фатмаґюль», де зіграв ґвалтівника. У 2013 році молодого перспективного актора запросили на роль четвертого сина Султана Сулеймана (Халіт Ергенч) і Хюррем Султан (Вахіде Перчин) в серіалі Величне століття. Роксолана. Селіма II прозвали «Селім Блондин», він правив Османською імперією з 1566 року. Саме персонажу Енгіна Озтюрка віддали центральне місце в серіалі. У 2014 році Енгін взяв участь у серіалі «Життєвий шлях», де він зіграв лікаря Джема Корджана. Також грав у фільмі "Світське товариство".
У 2018 році Енгін взяв участь у першому турецькому інтернет-серіал від Netflix «Захисник».
У 2021 році Енгін зіграв головну роль у турецькому інтернет-серіал від Netflix «50м2».
На даний момент у Енгіна Озтюрка немає нових проектів. 

## Особисте життя
Енгін народився в Ескішехірі, але рід його батька походить з Болгарії, а сім'я матері — емігранти з Греції. На даний момент Енгін не перебуває у стосунках. В останньому інтерв'ю, на питання про кохану, Енгін відповів: «Стосунки недавно закінчилися. Слава Богу у мене хороша робота, руки і ноги на місці. Ця любов тривала б, але це не те. Навіть якщо б у мене не було роботи, хочеться, щоб хтось був поруч. Це життя».
У 2012 році Енгін зустрічався з турецькою актрисою Тюрку Туран, але незабаром ці стосунки закінчилися. Також Озтюрк  зустрічався Еліф Сокме, яка працює  компанії Red Bull TR, але ця любов теж була короткочасною. Талановитому акторові також приписували стосунки з Шукран Овали, Ханде Сорал, Мерве Болугур, Джейлан Чапою і Ханде Догандемір.

## Фільмографія
| Рік       | Вид    | Українська назва                            | Оригінальна назва        | Роль                        |
| --------- | ------ | ------------------------------------------- | ------------------------ | --------------------------- |
| 2010-2012 | серіал | «Фатмаґюль»                                 | «Fatmagül'ün Suçu Ne»    | Селім Яшаран/Selim Yaşaran  |
| 2013      | фільм  | «Кінець дороги в Чанаккале»                 | «Çanakkale Yolun Sonu»   |                             |
| 2013-2014 | серіал | «Величне Століття»                          | «Muhteşem Yüzyıl»        | Шехзаде Селім/Şehzade Selim |
| 2014-2015 | серіал | «На життєвому шляху»                        | «Hayat Yolunda»          | Джем Корджан/Cem Korcan     |
| 2014-2019 | серіал | «Воскреслий Ертугрул»                       | «Dirilis: Ertugrul»      | Günalp                      |
| 2015      | серіал | «Згадай, Генюлю»                            | «Hatirla Gönül»          | Yusuf                       |
| 2016      | серіал | «Вище суспільство»                          | «Yüksek Sosyete»         | Kerem                       |
| 2018-2020 | серіал | «Захисник»                                  | «The Protector»          | Levent                      |
| 2019-2021 | серіал | «Будинок, в якому ти народився - твоя доля» | «Dogdugun Ev Kaderindir» | Baris                       |
| 2019      | серіал | «Протистояння»                              | «Yüzlesme»               | Ömer Aladag                 |
| 2020      | фільм  | «Ми такі»                                   | «Biz Böyleyiz»           | Gökçe                       |
| 2021      | серіал | «50 м²»                                     | «50 м²»                  | Гьолде / Адем               |
| 2022      | серіал | «Дитина – таємниця матері»                  | «Annenin Sırrıdır Çocuk» | Sadun Kenan                 |
| 2022      | серіал | «-»                                         | «Sıfırıncı Gün»          | Озгюр                       |
| 2024      | серіал | «Запах скрині»                              | «Sandık Kokusu»          | Бора                        |